# Metodo di Box-Jenkins
Nell'ambito dell'analisi delle serie storiche, la procedura di Box-Jenkins (1979) identifica una procedura per cercare e stimare il modello ARIMA(p, d, q) che meglio si adatta ai dati.
Tale metodo si compone di 6 fasi:
1. Analisi grafica
2. Trasformazione della serie originale in una serie stazionaria
3. Analisi delle funzioni di autocorrelazione globale (ACF) e parziale (PACF)
4. Stima del modello
5. Scelta e verifica del modello
6. Utilizzo del modello

## Analisi grafica
Rappresentare la serie storica in un grafico con il tempo in ascissa e i valori della serie storica in ordinata. Dal grafico l'analista deve evincere la presenza di trend (lineare o quadratico), stagionalità, non stazionarietà in media o in varianza.

## Trasformazione della serie originale di una serie stazionaria

### Non stazionarietà in varianza
In caso di non stazionarietà in varianza (ossia che la varianza della serie storica non è costante nel tempo), è necessario applicare ai dati la Trasformazione di Box-Cox, che include come caso particolare la trasformazione logaritmica.

### Non stazionarietà in media
In caso di non stazionarietà in media (ossia che la media della serie storica non è costante nel tempo), è necessario applicare ai dati un differenziazione di ordine 1 nel caso di trend lineare e a una differenziazione di ordine 2 nel caso di trend quadratico. Nel primo caso, il parametro d del modello ARIMA sarà pari a 1, mentre nel secondo caso sarà pari a 2.

## Analisi delle funzioni di autocorrelazione
Per la analisi delle funzioni di autocorrelazione globale (ACF) e parziale (PACF) solitamente si ricorre ad un grafico detto correlogramma. Il correlogramma globale si annulla dopo q ritardi, dove q è il numero di parametri a media mobile del modello ARIMA. Invece, il correlogramma parziale si annulla dopo p ritardi, dove p è il numero di parametri autoregressivi del modello ARIMA. Tuttavia, la distinzione non sempre è netta e spetta all'analista cogliere il numero di parametri che meglio si adatta al modello, sia sulla base dei correlogrammi sia in base alla conoscenza a priori del fenomeno. In ogni caso è consigliabile scegliere sempre un numero di parametri basso (minore o uguale a 3) in accordo con il criterio di parsimoniosità. Usualmente si scelgono più modelli da portare alla fase di stima.

## Stima del modello
Si procede, dunque, con la stima dei parametri del modello che avviene tramite il metodo della massima verosimiglianza. Nel caso dei modelli ARIMA, non è possibile massimizzare la funzione di verosimiglianza tramite metodi analitici; pertanto è necessario ricorrere ad algoritmi numerici.

## Scelta e verifica del modello
Innanzitutto, è possibile sottoporre a verifica d'ipotesi la significatività dei coefficienti stimati tramite test T con ipotesi nulla {\displaystyle H_{0}:\beta _{j}=0} e statistica test {\displaystyle T={\widehat {\beta _{j}}}/\surd ({\widehat {\beta _{j}}})} che si distribuisce come una t di Student con {\displaystyle p+q-1} gradi di libertà. Affinché il parametro sia significativo il p-value deve essere inferiore al livello di significatività prescelto.
Per scegliere tra diversi modelli, invece, è possibile fare riferimenti ad alcuni criteri di scelta: AIC e criterio di Schwarz. In entrambi i casi si sceglie il modello con il valore più basso.
Bisogna inoltra verificare le ipotesi di normalità ed incorrelazione dei residui, così che l'ipotesi che il processo alla base della serie storica sia un white noise gaussiano sia soddisfatta

### Ipotesi di normalità
Si possono fare una verifica grafica oppure un test statistico:
1. Istogramma dei residui sovrapposto alla curva di densità della Normale
2. test di Jarque-Bera, che deve aver p-value inferiore al valore soglia

### Ipotesi di incorrelazione
Si possono fare una verifica grafica o un test statisitco:
1. il correlogramma dei residui deve essere all'interno delle bande di confidenza
2. test di Portmanteau, che deve avere p-value maggiore al valore soglia

## Utilizzo del modello
Il modello può essere utilizzato per fare previsioni per gli istanti temporali successivi.